# Stråvikt
Stråvikt eller miniflugvikt är en viktklass inom flera idrotter, bland annat boxning och MMA. MMA-utövare i stråvikt får väga som mest 52,2 kilo. För proffsboxare är maxvikten 47,6 kilo.